# 리터너
리터너(リターナー, Returner)는 일본에서 제작된 타카시 야마자키 감독의 2002년 SF, 액션 영화이다. 금성무 등이 주연으로 출연하였고 호리베 토루 등이 제작에 참여하였다.

## 출연

### 주연
- 금성무
- 스즈키 안
- 키키 키린
- 키시타니 고로
- 오카모토 유키코
- 무라타 미츠

### 조연
- 리다 키스케
- 시미즈 카즈야
- 카와이 치하루
- 딘 해링튼
- 타카하시 마사야

## 제작진
- 조명: 우에다 나리유키
- 미술: 조조 안리